# Stade municipal du Café
Le Stade du Café (en portugais : Estádio do Café), auparavant connu sous le nom de Stade municipal Jacy Scaff (en portugais : Estádio Municipal Jacy Scaff), est un stade de football brésilien situé dans la ville de Londrina, dans l'État du Paraná.
Le stade, doté de 36 056 places (pouvant être limité à 31 036) et inauguré en 1976, sert d'enceinte à domicile aux équipes de football du Londrina Esporte Clube, de l'Associação Portuguesa Londrinense et de la Sociedade Esportiva Matsubara.
Le nom du stade rend hommage au café, une des spécialités de la ville de Londrina.

## Histoire
Le stade construit sous l'administration du maire de l'époque José Richa. Sa construction est supervisée par le secrétaire aux travaux et ingénieur de l'époque Wilson Rodrigues Moreira, et débute le 1er août 1974.
Le stade ouvre ses portes en 1976 sous le nom de Stade municipal Jacy Scaff (en hommage à l'ancien président du Londrina EC). Il est situé à 4 km du centre-ville, proche de l'Autódromo Internacional Ayrton Senna. Le stade a une forme de fer à cheval.
Il est inauguré le 22 août 1976 lors d'un match nul 1-1 entre les locaux de Londrina EC et de Flamengo (le premier but au stade étant inscrit par Paraná, joueur de Londrina).
Le record d'affluence au stade est de 54 178 spectateurs, lors d'une victoire 1-0 du Londrina EC contre les Corinthians le 15 février 1978.
Le 2000, le stade accueille avec le Stade olympique régional Arnaldo Busatto de Cascavel le Tournoi pré-olympique de la CONMEBOL de 2000.

## Événements
- 2000 : Groupe A et groupe final du Tournoi pré-olympique de la CONMEBOL (16 matchs)